# Revoluția din Februarie (Paraguay)
Revoluția din Februarie din Paraguay a fost o lovitură de stat militară realizată la 17 februarie 1936 care l-a adus la putere pe colonelul Rafael Franco. Revoluția a marcat sfârșitul guvernării haotice a Partidului Liberal din Paraguay și a început ascensiunea dictaturilor militare care a durat mai mult de o jumătate de secol.
Guvernul lui Franco a efectuat rapid multe reforme, dintre care principala a fost reforma agrară. Franco a fost înlăturat la 13 august 1937, dar influența sa și cea a febreiristasr au continuat să influențeze politica paraguayană și, în cele din urmă, au condus la războiul civil paraguayan din 1947 și la înființarea Partidului Revoluționar Febrerista în 1951.
Revoluția a fost descrisă ca o "lovitură marxisto-fascistă", care "a pus bazele dictaturii pro-naziste a lui Higinio Morínigo din 1940".

## Fundament
Ideea principală din spatele Revoluției poate fi evocată cu un fragment dintr-o piesă a lui Julio Correa despre război: „După acest război ... vom îmbrățișa tricolorul, în acest război am demonstrat cine suntem ... că suntem puternici în fața răului, că avem putere și inimă. Vom expulza toți bolivienii și mai târziu vom expulza pe toți trădătorii și hoții, țara noastră este a noastră ... am câștigat-o cu transpirație, lacrimi și sânge. după acest război toți paraguayenii vor avea o bucată de pământ pe care să-și construiască casele.”
După ce armistițiul a fost semnat la 12 iunie 1935, președintele Eusebio Ayala a lăsat repede la vatra mulți soldați din armată și, din cauza recesiunii economice, au rămas fără loc de muncă, mulți dintre aceștia rămânând în Asuncion în căutarea unor oportunități mai bune. Acești veterani și ofițeri ai războiului din Chaco, nemulțumiți de conducerea slabă a politicianului liberal în timpul războiului și de tratamentul soldaților demobilizați, care au fost trimiși acasă fără pensii, au găsit un lider într-un ofițer populist, colonelul Rafael Franco. El tulbura apele politice și militare, la acest moment fiind numit șef al Colegiului Militar și al Asociației Naționale a Veteranilor de Război, care avea peste 100 000 de membri.
Până la sfârșitul războiului din Chaco, mandatul președintelui Ayala se încheia și el l-a sprijinit pe popularul comandantul al forțelor paraguayene din Chaco, José Félix Estigarribia ca posibil candidat. Au existat, de asemenea, suspiciuni că Ayala, cu ajutorul lui Estigarribia, ar fi putut să-și obțină un alt mandat. Estigarribia avea și adversari în cadrul armatei, care erau nemulțumiți de conducerea sa în timpul războiului.
Îngrijorat de ascensiunea lui Estigarribia, colonelul Franco a început o campanie împotriva sa, acuzându-l de greșeli militare și de faptul ca nu a reușit să captureze Santa Cruz de la Sierra. La 6 februarie 1936, Franco a fost arestat și exilat la Buenos Aires pentru complot împotriva guvernului. Acest lucru i-a determinat pe suporterii săi sa acționeze.
În noaptea de 16 februarie, trupele conduse de locotenent-coloneii Federico Wenman Smith și Camildo Recalde au ocupat Asuncionul. Comisariatul de poliție a fost atacat cu o pierdere de aproximativ 50 de vieți. Luptele din oraș au durat toată ziua, iar seara, președintele Ayala s-a predat la Recalde. Estigarribia a zburat la Asuncion de la sediul său din Chaco, dar a fost arestat în aeroport. Franco a revenit în capitală la 19 februarie și a preluat Președinția.

## Principalele realizări
Suporterii lui Franco au fost cei care urau guvernarea politicienilor liberali și a marilor proprietari de teren - veterani de război, studenți și țărani, unind tot felul de ideologii politice, de la socialism la naționalism. Franco a insistat că revoluția sa este una de solidaritate națională menită să sporească bunăstarea oamenilor obișnuiți. La 15 noiembrie 1936 a fost înființată o nouă Unión Nacional Revolucionaria, menită să unească toți susținătorii revoluției, însă a eșuat.
Revoluția din februarie a reușit în trei domenii:
- a înlocuit liberalismul cu naționalismul militar. Franco l-a ridicat pe Francisco Solano Lopez, pe care liberalii l-au criticat pentru distrugerea Paraguayului, la statutul de erou național. Au fost descoperite rămășițele sale și împreună cu cele ale tatălui său, Carlos Antonio Lopez, au fost îngropate în Panteonul Național al Eroilor.
- a lansat prima reformă agrară serioasă. În mai 1936 a fost adoptată Legea privind reforma agrară, care a ordonat naționalizarea a 5 milioane de hectare de teren și distribuirea acestora între micii agricultori. După căderea lui Franco aproape o jumătate de milion de hectare au fost distribuite la 10.000 de fermieri.
- a recunoscut oficial drepturile lucrătorilor. În iunie 1936 a fost creat Ministerul Muncii și a fost adoptat primul Cod al Muncii. Au fost introduse opt ore lucrătoare, vacanțe plătite, sfârșitul de săptămână, dreptul la grevă și sindicatele. A fost înființată Confederația muncitorilor din Paraguay.[7]

Un alt rezultat al Revoluției a fost începutul utilizării oficiale a limbii native Guarani. Guarani era vorbită pe scară largă printre soldați și a fost folosită la ordinul lui Jose Felix Estigarribia în comunicațiile militare paraguayene în timpul războiului Chaco, pentru a face decodificarea mai grea pentru bolivieni.

## Motivele eșecului
Guvernul lui Franco s-a definit ca fiind în opoziție cu era liberală anterioară, dar nu avea o viziune unificată asupra a ceea ce susținea și ce voia să obțină.
Pentru a liniști grevele revoluționare, naționalizările de teren și tulburările în armată, la 10 martie 1936 Franco a emis Decretul 152 prin care a interzis toate partidele politice și a proclamat că revoluția din februarie va urma regimurile totalitare ale Europei. Legea din 10 martie 1936 a fost elaborată de ministrul de interne Gomes Freire Esteves, care era un simpatizant fascist și care în 1915 a condus o revoltă împotriva președintelui Eduardo Schaerer. Legea propunea crearea unui stat corporatist. Aceasta i-a îndepărtat pe mulți dintre susținătorii lui Franco.  Vrajba printre susținătorii politici ai lui Franco a fost atât de mare încât a fost forțat să anuleze acest decret. Inepția politică a lui Franco a dus la retragerea Partidului Colorado din guvernul său.
Între timp, Conferința de pace din Chaco continua și, în ianuarie 1937, Franco a acceptat să renunțe la anumite cerințe teritoriale boliviene. Acest lucru a provocat nemulțumire în cadrul armatei și a comandantului trupelor din Chaco, colonelul Ramon Paredes, care era un susținător liberal. La 13 august 1937, soldații săi au ocupat Asuncion și l-au răsturnat pe Franco. Doi ani mai târziu, politicienii liberali au reușit să-l aleagă Estigarribia ca președinte al republicii.